# Oli minerali insetticidi
Gli oli minerali insetticidi sono prodotti derivati dalla distillazione frazionata del petrolio greggio, impiegati in agricoltura per la loro azione insetticida.

## Composizione chimica ed azione biologica
Questi prodotti sono una miscela di idrocarburi prevalentemente saturi. Nella loro composizione entrano a far parte idrocarburi alifatici ad alto peso molecolare (paraffine) e aromatici. La loro azione biologica si esercita sia sulle piante (fitotossicità) sia sugli insetti (azione insetticida). La fitotossicità è conseguente alla penetrazione per capillarità all'interno dei tessuti vegetali, mentre l'azione insetticida è dovuta all'occlusione degli spiracoli tracheali con conseguente morte dell'insetto per asfissia.
In generale i composti aromatici sono fitotossici oppure non hanno azione insetticida, perciò nella composizione devono prevalere le paraffine.
Per quanto riguarda i componenti alifatici, l'azione insetticida e la fitotossicità sono associate al peso molecolare. Le paraffine con peso molecolare inferiore a 280-290 u hanno una modesta azione insetticida, quelle con peso molecolare superiore a 330-340 u sono invece fitotossici. Gli idrocarburi insaturi hanno invece un'azione più energica sia nell'effetto insetticida sia nella fitotossicità.
I processi di raffinazione dopo la distillazione hanno lo scopo di ridurre l'effetto fitotossico degli olii minerali per saturazione dei doppi legami con acido solforico (solfonazione). Il grado di raffinazione è indicato dal residuo insolfonabile (UR, unsulfonatable residue) ed esprime la percentuale di idrocarburi che non reagisce alla solfonazione.

## Oli antracenici
Detti anche oli invernali o oli bruni o oli pesanti, sono oli minerali a basso grado di raffinazione, pertanto  composti da una quota consistente di idrocarburi aromatici polinucleati e insaturi. L'uso per scopi agricoli non è più ammesso per ragioni di impatto ambientale e sanitario, a causa del potenziale rischio cancerogeno. Hanno un colore bruno-rossastro (da cui il nome di oli bruni) e una bassa volatilità, pertanto stazionano più a lungo sui vegetali. L'uso ripetuto richiedeva periodici trattamenti con polisolfuri allo scopo di rimuovere la patina oleosa. Oltre all'elevata azione insetticida, gli oli antracenici hanno una spiccata fitotossicità, e si potevano distribuire solo su piante arboree a foglia caduca durante il riposo invernale (da cui il nome di oli invernali).

## Oli bianchi
Detti anche oli bianchi o oli leggeri, sono oli minerali ottenuti da un processo di raffinazione, pertanto hanno un elevato tenore in idrocarburi saturi, con  UR di almeno 95-96. Il processo di raffinazione elimina la colorazione rosso-bruna degli oli minerali, lasciando il posto ad un colore bianco lattiginoso, da cui il nome attribuito a questi prodotti. Gli oli bianchi sono più volatili, perciò stazionano per tempi molto più brevi sulla superficie dei vegetali. In definitiva hanno una fitotossicità piuttosto bassa perciò possono essere usati anche per trattamenti primaverili su piante in vegetazione.
A differenza degli oli bruni, gli oli bianchi hanno un impatto ambientale e sanitario molto più basso. Sotto determinati vincoli sono compatibili anche con l'agricoltura biologica (trattamenti da eseguirsi entro il 31 marzo solo su piante arboree da frutto e dietro necessità comprovata dall'Osservatore fitosanitario). La loro azione insetticida è però molto più blanda. Per questo motivo, contro determinati insetti s'impiegano in combinazione con altri insetticidi, per lo più fosforganici (Oli bianchi attivati) in grado di agire anche per contatto o per ingestione.

## Oli gialli
Sono una miscela composta da oli minerali e DNOC. Il loro potere insetticida è elevato in quanto combinano l'azione per asfissia degli oli minerali con quella per contatto del DNOC, tuttavia questi prodotti potevano essere usati, a causa della fitotossicità, solo per trattamenti invernali, diretti contro le forme svernanti di afidi e cocciniglie. Il loro impiego era ammesso sulle pomacee e sulle drupacee.
L'uso di tutti i prodotti a base di DNOC, compresi quindi gli oli gialli, è revocato dal D.M. del 4 giugno 1999  in recepimento della Direttiva UE n. 414 del 1991.

## Tossicità per l'uomo
Escludendo gli oli antracenici, il cui impiego non è più ammesso, gli oli minerali hanno un livello di tossicità associato alla presenza di altri insetticidi. Gli oli leggeri hanno un impatto sanitario molto basso, perciò i formulati a base di oli bianchi sono considerati non classificati o al massimo irritanti. Gli oli gialli hanno invece una tossicità molto più alta derivata dalla presenza del DNOC, pertanto i formulati commerciali, non più in commercio dal 2000, erano classificati come tossici.

## Ambiti d'impiego
In generale gli oli minerali sono indicati per la lotta alle forme poco mobili di insetti ad apparato boccale pungente-succhiante, in particolare le cocciniglie, gli afidi e gli stadi giovanili degli aleurodi. La presenza del DNOC negli oli gialli conferiva a questi ultimi un'azione più efficace contro le uova svernanti degli acari e, soprattutto, degli afidi, mentre tale azione è molto più blanda negli oli bianchi.
L'ambito d'impiego è la frutticoltura (pomacee e drupacee) e l'agrumicoltura. Attualmente è ammesso l'impiego esclusivo degli oli bianchi.